# Valeriana rossica
Valeriana rossica är en kaprifolväxtart som beskrevs av P. Smirnow. Valeriana rossica ingår i släktet vänderötter, och familjen kaprifolväxter. Inga underarter finns listade i Catalogue of Life.